# Église Saint-Paul de Calce
Pour l'église romane, voir ancienne église Saint-Paul de Calce.
L'église Saint-Paul de Calce est l'église paroissiale de Calce, dans le département français des Pyrénées-Orientales.

## Historique
L'édifice est probablement construit au XVIe siècle.

## Description
L'édifice est référencé dans la base Mérimée et à l'Inventaire général Région Occitanie. De nombreux objets sont référencés dans la base Palissy (voir les notices liées).